# Austin
|  | Aquest article tracta sobre la capital de Texas. Vegeu-ne altres significats a «Austin (desambiguació)». |

Austin és la capital de l'estat de Texas als Estats Units.
A més de les seves funcions com a seu del govern de l'estat, Austin és un centre comercial, docent i de convencions. Entre la seva producció, destaquen els articles d'alta tecnologia, com equips elèctrics, semiconductors i equips informàtics. És la seu de la Universitat de Texas (1883).

## Història
El 1730 missioners franciscans van establir tres missions temporals en la zona, en aquells dies ocupada per població autòctona dels grups comanxe, tonkawa i lipan. El 1838, es va assentar en aquest lloc una comunitat permanent a la qual es va donar el nom de Waterloo. A l'any següent aquesta comunitat es va incorporar a la República de Texas, sent designada la seu capital i rebatejada en honor de Stephen Fuller Austin, considerat com 'el pare de Texas'. La major part dels texanos anhelaven separar-se del territori mexicà i aspiraven a la unió amb els Estats Units per raons comercials.
El 1842, en temps d'Antonio López de Santa Anna, es va produir un incident que va obligar a traslladar la capital a Houston, però els ciutadans d'Austin van forçar el retorn de la capitalitat el 1844 quan l'annexió de Texas era ja tot un fet. Texas va entrar a la Unió (és a dir els Estats Units) el 1845 i Austin es va convertir en capital de l'estat el 1850.
Després de la Guerra de Secessió, el desenvolupament econòmic d'Austin es va veure impulsat amb l'arribada del ferrocarril el 1871.
Durant el segle xx, Austin es va beneficiar de la utilització de l'energia hidroelèctrica i per a regadiu del riu Colorado. Moltes empreses dedicades a la producció d'articles d'alta tecnologia es van establir en la seva àrea metropolitana en els anys 70.

## Ciutats agermanades
- Adelaida, Austràlia
- Gwangmyeong, Corea del Sud
- Koblenz, Alemanya
- Lima, Perú
- Maseru, Lesotho
- Old Orlu, Nigèria
- Ōita, Japó
- Saltillo, Mèxic
- Taichung, República de la Xina
- Xishuangbanna, Xina